# 贝尼科莱特
贝尼科莱特，是西班牙巴伦西亚自治区巴伦西亚省的一个市镇。总面积11平方公里，总人口509人（2001年），人口密度46人/平方公里。